# Żalno
Żalno (niem. Sehlen) – wieś w Polsce położona w województwie kujawsko-pomorskim, w powiecie tucholskim, w gminie Kęsowo.
W latach 1975–1998 miejscowość administracyjnie należała do województwa bydgoskiego. Według Narodowego Spisu Powszechnego (2011) liczyła 945 mieszkańców. Jest największą miejscowością gminy Kęsowo.
Przez wieś przebiega droga wojewódzka nr 240, łącząca Świecie z Tucholą i Chojnicami. Kilkaset metrów na zachód od wsi jest położone jezioro Żalińskie. Miejscowość posiada stację kolejową oddaloną od centrum o 2 km (przy linii kolejowej Tuchola-Chojnice).

## Historia
Choć Żalno nie jest dużą miejscowością, może się poszczycić stosunkowo długą i ciekawą historią. Prace archeologiczne prowadzone w 1935 r. przez prof. Kostrzewskiego świadczą, że osadnictwo w Żalnie istniało już w epoce neolitu (młodsza epoka kamienia 3000–1800 lat p.n.e.). Znajdowała się tu bowiem osada kultury pucharków lejkowatych.
Z okresu średniowiecza pozostały relikty 2 osad, z których jedna nawodna z XII wieku, usytuowana była na zachód od dworu, nad jeziorem Żalińskim. Osada ta została później przeniesiona na ląd, gdzie zbudowany został kasztel. Zachowały się tutaj fragmenty częstokołu dębowego.
Wieś wzmiankowana była od 1341 r. jako własność rycerska na prawie chełmińskim. Historia Żalna nieodzownie związana jest z rodem Żalińskich. Błędne jest mniemanie, że nazwa Żalno pochodzi od nazwiska. W rzeczywistości było dokładnie odwrotnie. Nazwa Żalno pochodzi prawdopodobnie od starosłowiańskiego słowa żalnik – cmentarz. Było to najprawdopodobniej starosłowiańskie miejsce pochówku prochów zmarłych, umieszczanych w glinianych dzbanach. Około 1466 roku przybył tutaj Mikołaj z Dębnicy. To na jego temat w XVII-wiecznym herbarzu czytamy: „...wielką czułością i dzielnością swoją te kraje pruskie zdobił, gdy za króla Kazimierza pod Chojnicami mężnie sobie i rycersko poczynał”. Jemu właśnie należy przypisywać początki na tych ziemiach rodu, z którym Żalno związane było aż do 1939 roku. Najznamienitszym mieszkańcem w historii Żalna był zapewne Samuel Żaliński, zaś jego następcy nie byli dobrymi gospodarzami i majątek podupadł gospodarczo. Do Żalińskich należał także w połowie XVI w. Bysławek, wieś leżąca w południowo-wschodniej części powiatu tucholskiego, gdzie także był dwór murowany.
Czas potopu szwedzkiego, a w kolejnych latach słabnąca kondycja państwa polskiego, odbiły swe piętno na losach Żalna. Lata świetności minęły bezpowrotnie. W historiografii znany jest fakt, iż Józef Bernard Pruszak, kasztelan gdański w 1765 r., ufundował we dworze w Żalnie kaplicę, jednak dalsze losy tej kaplicy nie są znane. W siedem lat później, a więc w roku 1772, Żalno, tak jak i całe Pomorze, dostało się pod panowanie pruskie, które trwała aż do roku 1920. Od tej pory przez prawie 100 lat egzystowało w ramach powiatu chojnickiego.
Kolejnym burzliwym okresem były lata 1806–1815. W czasie wojen napoleońskich w Tucholi stacjonowały wojska pruskie, francuskie, polskie oraz rosyjskie. Ponownie nadeszły trudne czasy. Okres wojen napoleońskich oprócz strat materialnych ludności Żalna pozostawił po sobie szereg legend, to o dębie pod którym miał odpoczywać Napoleon Bonaparte, to o trakcie którym przejeżdżał, czy o bitwach tak krwawych, że aż piasek po dziś dzień pozostał czerwony, lub o pułkowych skarbach zatopionych w bagnach.
Podejmowane przez władze pruskie działania germanizacyjne wpływały integrująco na społeczeństwo polskie, także wiejskie. Polacy zrzeszali się w różnych stowarzyszeniach, gdyż w ten sposób łatwiej mogli się opierać polityce działającej niemieckiej Komisji Kolonizacyjnej. Przykładem tego są m.in. tucholskie Kurkowe Bractwo Strzeleckie (1835), Towarzystwo Rolnicze (1862) oraz Towarzystwo Gimnazjalne Sokół, w których udział mieli mieszkańcy całego regionu. W tym okresie Żalno należało do miejscowości objętych najsilniejszą germanizacją, skutkiem czego były spory procent ludności niemieckiej oraz utrata majątku przez Żalińskich.
Prawdopodobnie w połowie XIX wieku w Żalnie została zbudowana pierwsza szkoła. Wcześniej dzieci mieszkańców Żalna mogły uczęszczać do szkół parafialnych w Raciążu bądź w Tucholi. Wiemy, że do szkoły w Żalnie w roku 1865 uczęszczało 96 uczniów, a w szkole uczył tylko jeden nauczyciel. Do jego utrzymania zobowiązana była gmina szkolna (wszyscy rodzice). Za tę pracę otrzymywał około 200 talarów rocznie, oraz naturalia (zboże, ziemniaki). Około 1900 roku w Żalnie zostaje założona jednostka Ochotniczej Straży Pożarnej (według najnowszych badań istniała już w 1898).
Prusacy, by wzmocnić żywioł niemiecki, dokonali parcelacji majątku Żalińskich. W latach 1905–1907 w Żalnie powstało około 60 gospodarstw kolonistów niemieckich. W związku z ich przybyciem w 1912 roku została w Żalnie wybudowana nowa szkoła.
W roku 1920 Błękitna Armia generała Hallera przyłączyła Pomorze do Polski. W wyniku postanowień traktatu wersalskiego osadnicy niemieccy zostali zmuszeni do opuszczenia Żalna, mogąc zabrać tylko majątek ruchomy („...to, co nie było przybite gwoździem”). Na ich miejsce przybyli osadnicy Polscy pochodzący głównie z terenu Kaszub południowych, okolic Czerska i Śliwic, oraz osadnicy wojskowi. Swój majątek (tzw. Resztówkę) odzyskała też rodzina Żalińskich. W okresie międzywojennym na terenach wiejskich zainicjowały działalność koła gospodyń wiejskich. W 1937 r. ich prezesem powiatowym została Janina Żalińska.
W 1939 roku miały miejsce liczne aresztowania wśród ludności polskiej, która nie pozostawała bierna wobec agresji niemieckiej. 1 września 1939 roku wybuchła II wojna światowa. Mieszkańcy Żalna zostali ewakuowani przez wojsko polskie w kierunku Świecia. Wkrótce jednak wrócili pod okupację niemiecką, a kiedy wybuchł pożar w Piastoszynie w tzw. Resztówce, o podpalenie oskarżono mieszkańców Żalna i innych okolicznych wsi. Trzydziestu z nich w dramatycznych okolicznościach zostało rozstrzelanych w październiku 1939 roku w Rudzkim Moście, w ramach akcji niszczenia lokalnych przywódców ludności podbitej przez Niemców. Przed pierwszą egzekucją prowadzący ją hitlerowiec stwierdził, iż „dopóki nie znajdzie się podpalacz, dopóty trwać będą rozstrzeliwania”. Wtedy by ratować współwięźniów z szeregu wystąpił ksiądz Nogalski, wikary z parafii Raciąż, który „przyznał się” do podpalenia. Stwierdzenie to spowodowało wściekłość hitlerowca, który w pierwszym momencie chciał księdza powiesić, po czym jednak rozstrzelano go jako pierwszego. W 1943 roku okupanci niemieccy wprowadzili dla miejscowości nazwę hitlerowską Seelen.
Po wojnie majątek rodziny Żalińskich odkupiła rodzina Wzietkow. Żalińscy opuścili miejsce, które zamieszkiwali przez ostatnie 5 wieków. Okres wojny to także postępujący proces germanizacji poprzez wysiedlanie Polaków z ich gospodarstw i przydzielanie ich Niemcom z Besarabii. W Żalnie los taki spotkał 21 gospodarstw.
14 lutego 1945 roku wojska sowieckie wyzwoliły Żalno spod niemieckiej okupacji, ustanawiając ustrój komunistyczny. Wielu mieszkańców Żalna zostało przez Armię Czerwoną deportowanych w głąb ZSRR. W niedalekim Nowym Żalnie założono PGR, w Żalnie Kółko Rolnicze. W latach 80. XX wieku wspólnym nakładem mieszkańców powstał parafialny Kościół pw. Matki Boskiej Nieustającej Pomocy. Odtąd Żalno stało się samodzielną parafią (dotąd podlegało parafii Raciąż). W 1997 roku powstała nowa szkoła podstawowa.

## Ludzie związani z Żalnem
- Henryk Kroll (1943–2006) – polski duchowny rzymskokatolicki, proboszcz parafii w Żalnie w latach 1983–2006, patron jednej z miejscowych ulic[4].